# Nawal El Moutawakel
Nawal El Moutawakel (* 15. dubna 1962, Casablanca, Maroko) je bývalá marocká atletka, olympijská vítězka v běhu na 400 metrů překážek z roku 1984.
Zvítězila při olympijské premiéře běhu na 400 metrů překážek na letních olympijských hrách v Los Angeles a byla rovněž první Afričankou a muslimkou, která vybojovala olympijskou zlatou medaili. Její vítězství znamenalo významný moment ve sportu žen v Maroku a v dalších islámských zemích.
Na oslavu jejího vítězství nařídil král Hasan II., aby všechny dívky narozené v Maroku dne 8. srpna 1984 dostaly jméno Nawal.
Také vyhrála Středomořské hry 1983 a 1987, Univerziádu 1987 a mistrovství Afriky v atletice 1982, 1984 a 1985.
V roce 1995 se stala členkou rady IAAF a v roce 1998 členkou Mezinárodního olympijského výboru. Byla vyslankyní dobré vůle UNICEF a v letech 2007–2009 zastávala post marocké ministryně mládeže a sportu. Nesla olympijskou vlajku při zahájení Zimních olympijských her 2006.